# إيستر رود
إيستر رود هو ملعب كرة قدم يقع في إدنبرة، إسكتلندا، تم وضع حجر الأساس للملعب في 1892. وتم افتتاحه في 1893. تم تجديده في 2010. وهو الملعب الرسمي لنادي هيبرنيان.

## طالع أيضًا
- تاينكاسل بارك